# Treffen Berliner Schwulengruppen
Das Treffen Berliner Schwulengruppen (TBS) war ein auf freiwilliger Basis monatlich und öffentlich tagendes Gremium in den 1980er Jahren in West-Berlin, zu dem Schwulen- und Lesbengruppen der Zweiten Schwulenbewegung ein oder mehrere Vertreter schicken konnten, bei dem aber auch Privatpersonen mitarbeiteten. Über Jahre wurden zahlreiche Sitzungen vom Aktivisten Thomas Brüggemann federführend vorbereitet; Sitzungsort waren die Vereinsräume der Allgemeinen Homosexuellen Arbeitsgemeinschaft in der Friedrichstraße 12 in Berlin-Kreuzberg.
Während der Sitzungen, die wenig formalisiert und zum Teil chaotisch abliefen, wurden zahlreiche Projekte aus der Taufe gehoben. So koordinierte/organisierte das TBS in den 80er Jahren den Christopher Street Day West-Berlin. Mit den Einnahmen der CSD-Feten wurden verschiedene Gruppen unterstützt und auch die ab 1984 anfangs schwarz-weiß erscheinende Monatszeitschrift Siegessäule gegründet/finanziert. Weiterhin gründete man eine Telefonberatungsstelle (unter Wiederverwendung des Kürzels TBS), welche später in Mann-O-Meter umbenannt wurde. Man bündelte Anti-AIDS-, Anti-Razzien- und Anti-Rosa-Listen-Arbeit, koordinierte – unter Federführung von Joachim Müller – Forderungen nach Wiedergutmachung von Naziunrecht gegen Schwule und brachte zahlreiche politische, soziale und kulturelle Akteure an einen Tisch. Als das damalige Tuntenhaus 1982 in Bedrängnis kam, zog man mit den monatlichen Treffen vorübergehend von der AHA in die Bülowstraße und verabschiedete in einer kritischen Phase eine Solidaritätserklärung. Auf Initiative des Gremiums zog 1985 Stefan Reiß als erster offen schwuler Mandatsträger für die Alternative Liste in das West-Berliner Abgeordnetenhaus, weil Jörg Bressau sich unter dem Druck disziplinarischer Ermittlungen nicht zu einer Kandidatur entschließen konnte.
Unter den Teilnehmern waren Vertreter von schwul-lesbischen Parteiengruppen, Gewerkschaftsgruppen, Hochschulgruppen (darunter FU, TU, HdK), Verlagen, Radiosendern, soziale Beratungsstellen, Anti-AIDS-Gruppen, Selbsthilfegruppen und auch Hausbesetzergruppen.
Anfang der 1990er-Jahre löste sich das TBS auf.

## Anekdotisches
Durch das moderierende Auftreten von Thomas Brüggemann erhielt das Treffen Berliner Schwulengruppen auch die wohlmeinend-spöttische Bezeichnung Thomas Brüggemann Show (TBS).
Motiviert durch das Missverständnis, das Treffen Berliner Schwulengruppen sei eine einflussreiche Institution, stürmte die Indianerkommune Nürnberg Mitte der 1980er Jahre eine Sitzung, um politische Forderungen öffentlich zu machen und durchzusetzen.

## Dokumente
- Politisches Programm des Treffens der Berliner Schwulengruppen. Verlag Das Treffen, Berlin 1988. 7 S. (u. a. University of Wisconsin – Madison Libraries)
- Die Protokolle werden im Archiv des Schwulen Museums verwahrt